# 滕图尔库利
滕图尔库利（Tentulkuli），是印度西孟加拉邦Haora县的一个城镇。总人口5122（2001年）。

## 人口
该地2001年总人口5122人，其中男性2587人，女性2535人；0—6岁人口538人，其中男268人，女270人；识字率68.04%，其中男性为73.79%，女性为62.17%。